# Timbres du Canada sous Élisabeth II (1952-2022)
Le timbre tarifaire national Reine Élisabeth II est un timbre d'usage courant émis par Postes Canada et portant l'effigie d'Élisabeth II, reine du Canada. Huit versions du timbre ont été émises depuis 2003.

## Contexte

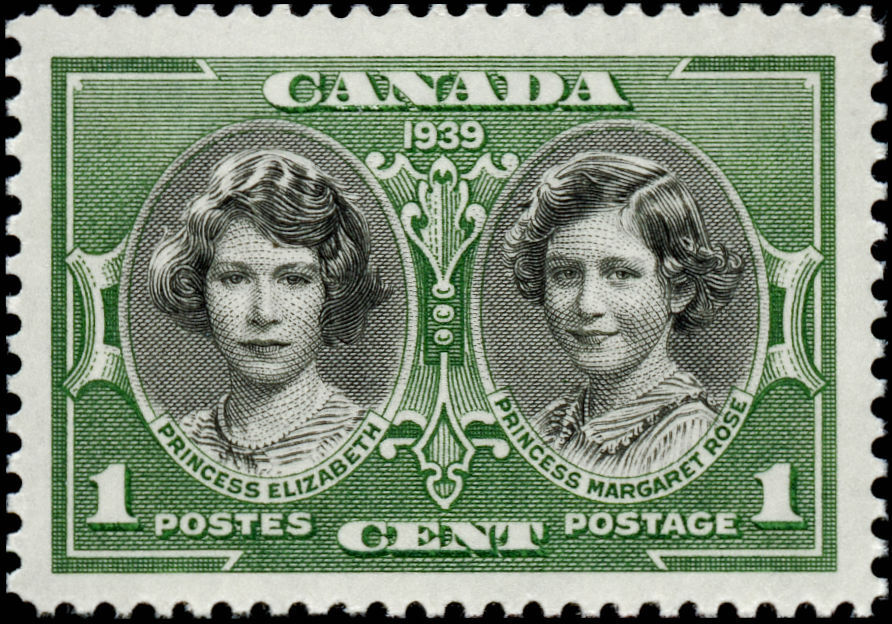
Timbre-poste canadien à l'effigie des princesses Élisabeth et Margaret, émis lors de la visite royale avec leurs parents au Canada en 1939.

Le Canada représente ses souverains sur les timbres depuis 1851 ; cette tradition se poursuit encore aujourd'hui. Depuis 1939, le portrait de la reine Élisabeth II est apparue sur 59 timbres émis au Canada, dont la plupart sont des timbres d'usage courant,. La porte-parole de Postes Canada, Cindy Daoust, aurait déclaré que les timbres à l'effigie de la reine « se vendent maintenant dix fois plus que les autres timbres, qu'il s'agisse d'une édition commémorative ou d'usage courant ».

## Conception
Le 19 décembre 2003, à Rideau Hall, la gouverneure générale Adrienne Clarkson, ainsi que le président de Postes Canada André Ouellet et l'artiste de musique pop et photographe canadien Bryan Adams, dévoilent un timbre d'usage courant de Postes Canada au tarif national de 49 cents à l'effigie de la reine Élisabeth II. Postes Canada émet ce timbre en partie à la demande de la Ligue monarchiste du Canada ; les timbres d'usage courant sont émis en tant que doubles commémoratifs-définitifs (normalement, ces types de timbres sont différents) pour marquer le jubilé d'or de la reine.
À partir d'un portrait photographique en noir et blanc de la reine, pris par Adams au cours d'une séance de cinq minutes avec la reine au palais de Buckingham, Saskia van Kampen, de la firme de graphisme torontoise Gottschalk + Ash, a recadré l'image, excentré le visage de la reine et lui a donné un lavis sépia. Ce portrait informel rompt avec la tradition qui consiste à utiliser des portraits officiels ou des effigies de monarques sur les timbres canadiens. Pour Adams, sa photo est « un aperçu de la vraie personne… Ce qui a fait ressortir cette photo, c'est son charmant sourire. C'est une chance sur un million ». Ce timbre est réédité le 20 décembre 2004, sous la forme d'un timbre national de 50 cents avec un lavis bleu, choisi pour contraster avec la couleur du timbre précédent. Par mesure de sécurité, mais aussi pour donner plus de profondeur à la couleur, la teinte bleue est composée de six couleurs différentes. Le 14 janvier 2019, un autre timbre d'usage courant est introduit, présentant une photo prise en 2017, à Portsmouth, en Angleterre.

## Timbres non libellés
Le 19 septembre 2006, il est annoncé qu'une série de nouveaux timbres d'usage courant serait émise en décembre de la même année, sous la forme d'un timbre non libellé, qui restera valide pour le courrier intérieur de première classe (jusqu'à 30 g) malgré toute augmentation future des tarifs postaux. La nouvelle série comprend un timbre à l'effigie de la reine, qui utilise une image en couleur prise lors de sa tournée pour célébrer les centenaires de la Saskatchewan et de l'Alberta. Un « P » dans l'angle inférieur droit apparaît au lieu d'une valeur numérique pour indiquer qu'il est valable pour le tarif de base des lettres du régime national. Une deuxième version de ce timbre est émise le 27 décembre 2007, avec un portrait de la reine lors de sa visite en Saskatchewan et en Alberta en 2005.